# Expropiació forçosa
L'expropiació forçosa és quan l'administració, per motius d'interès públic, necessita el bé d'un particular i perjudica al mateix a canvi d'una compensació econòmica.

## Concepte
L'expropiació forçosa és una institució jurídica mitjançant la qual, basant-se en una causa d'interès públic, la llei concedeix a l'administració la potestat de poder privar imperativament els particulars del dret de propietat o, en general, dels drets o interessos legítims de què són titulars, previ pagament d'una indemnització justa i sempre que dins del més estricte principi de legalitat. L'expropiació forçosa es produeix quan una administració pública, necessita per l'interès públic, el bé d'un particular, com pot ser l'expropiació d'un terreny per construir una carretera. En aquest cas l'ordenament jurídic intentarà restituir el ciutadà afectat en la seva posició patrimonial inicial, mitjançant una compensació econòmica o indemnització.

## Marc legal

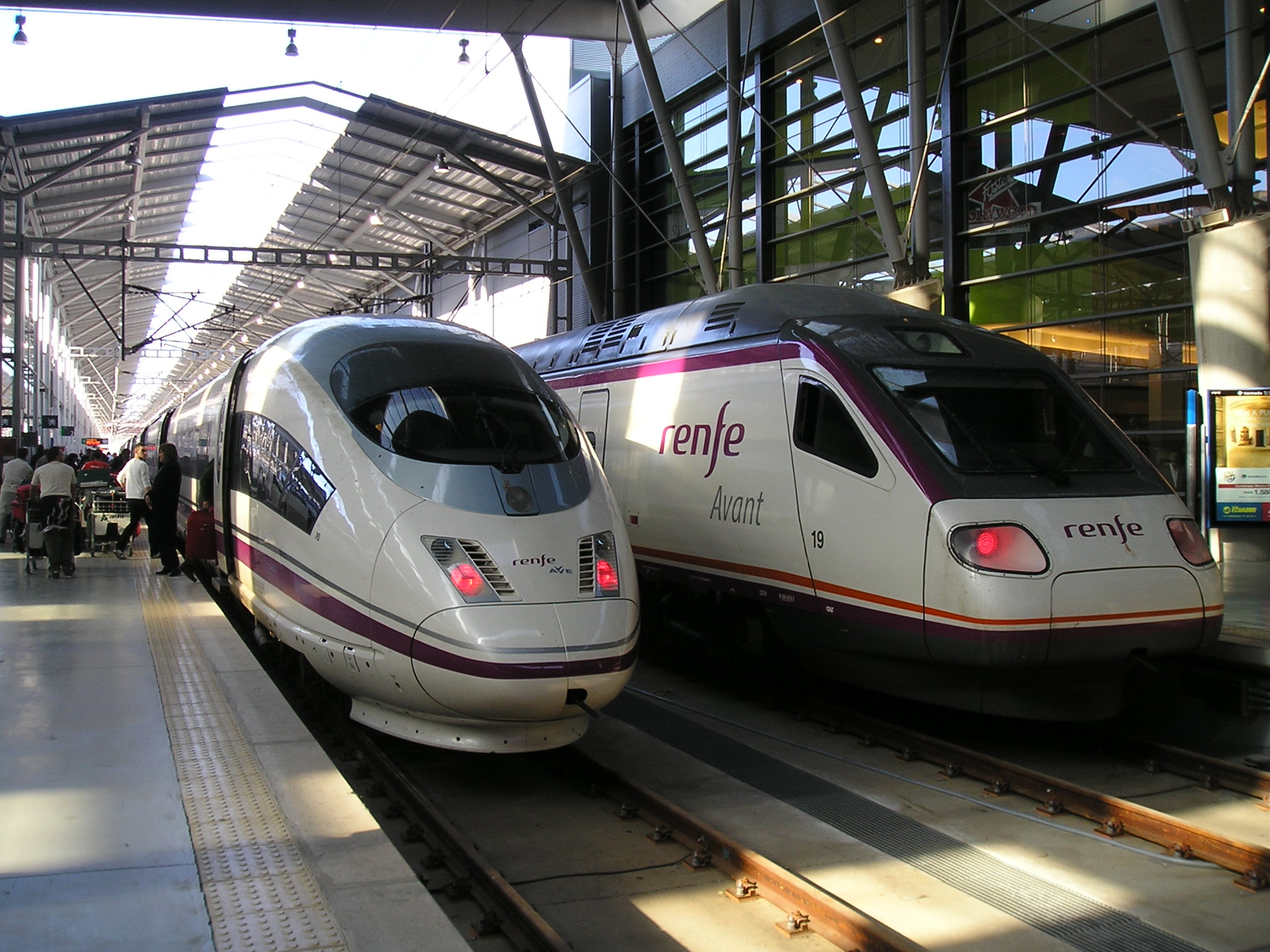
Un exemple d'expropiació forçosa el trobem en la construcció dels diferents trams del tren d'Alta Velocitat Espanyola (AVE)

La llei en vigor d'expropiació forçosa és la Ley de expropiación forzosa de 16 de desembre de 1954 i cal tenir en compte que ha estat desenvolupada pel decret de 26 d'abril de 1957 que n'aprova el reglament.

## Fonament
La Constitució Espanyola en el seu article 33 reconeix el dret fonamental a la propietat privada i a l'herència, però preveu la possibilitat que per causa justificada d'utilitat pública, es pugui privar d'aquest dret. La llei d'expropiació forçosa de 16 de desembre de 1954 remarca que la potestat expropiatòria s'ha de fonamentar en l'existència d'una causa legal d'utilitat pública o d'interès social i que n'exclogui qualsevol ús lliure i arbitrari.

## Subjectes

### L'expropiant
És el titular actiu de la potestat expropiatòria, tal com li atorga aquests poders l'article 3.1 del reglament de l'expropiació forçosa, i aquest, segons la llei, només poden ser l'estat, a província i el municipi. De totes maneres, s'ha d'entendre que la li fou sancionada en plena època franquista pel que s'ha d'afegir a aquesta llista les comunitats autònomes. En definitiva, doncs, tenen capacitat expropiadora totes les administracions territorials amb personalitat jurídica pròpia, ja que les administracions institucionals no poden expropiar en funció de la jurisprudència que marca el Tribunal Suprem

### L'expropiat
La condició d'expropiat correspon al titular dels béns, drets o interessos objecte d'expropiació que automàticament s'investeix com a interessat en el procediment administratiu, i és qui disposa del dret a percebre la indemnització. La condició d'expropiat ve relacionada amb l'objecte d'expropiació, pel que se subrogarà a qualsevol persona que adquireixi aquest objecte amb posterioritat a l'inici del procediment expropiador.
Per acabar, la llei estableix 3 regles per evitar que no es pugui paralitzar l'expedient expropiador.
- El Ministeri fiscal intervindrà quan, publicada la relació de béns a què afecta l'expropiació, no comparegui qui en sigui propietari o titular, o estigui incapacitat i sense tutor o persona que el representi, o la propietat fos objecte de litigi. En aquest cas, la indemnització es consignarà a la Caixa General de Dipòsits.[2]
- Els qui no puguin alienar sense permís o resolució judicial els béns que administrin o de què gaudeixin s'han de considerar, no obstant això, autoritzats per fer-ho en els supòsits de la llei.[2] Les quantitats a què ascendeixi el preu just s'han de dipositar a disposició de l'autoritat judicial perquè els doni el destí que estableixen les lleis vigents.
- Les transmissions de domini o de qualsevol altre dret o interès no impedeixen la continuació dels expedients d'expropiació forçosa. El nou titular s'ha de considerar subrogat en les obligacions i el dret de l'anterior.[2]

### Beneficiari
Segons el reglament el beneficiari és el subjecte que representa l'interès públic o social, per a la realització del qual està autoritzat a instar de l'administració expropiant l'exercici de la potestat expropiadora, i que adquireix el bé o dret expropiat. Per tant, el destinatari dels béns o drets expropiats i, per tant, la persona afavorida, és qui està obligat a pagar el preu just. Aquesta figura sol coincidir amb la de l'expropiant, tot i que la llei diferencia entre:
- Expropiacions per causa d'utilitat pública (Sempre és una administració)
- Expropiacions per causa d'interès social (Administració i/o particulars)

## Contingut

### Objecte
Segons la llei poden ser objecte d'expropiació la propietat privada, drets i interessos patrimonials legítims, de manera que realment parlem que és expropiable qualsevol situació jurídica patrimonial de naturalesa diversa. Cal que es tracti d'una titularitat prèviament existent que serà objecte de privació, com diu la fórmula legal. L'objecte de l'expropiació ha de ser el mateix en tot el procediment de manera que aquest no pot ser alterat per l'administració. A més comprèn tant la materialitat del bé expropiat com la finalitat a la qual està afectat o l'activitat que s'hi realitza, aspectes que s'hauran de computar a l'hora de fixar el corresponen preu just

### Causa
Coneguda com a causa expropiandis'entén com el motiu o finalitat que justifica l'apoderament o sacrifici d'un bé o dret a favor de l'administració. si aquesta desapareix l'expropiat pot demanar-ne la reversió, en funció del que indica el reglament. Aquest motiu s'ha de justificar en una finalitat legal d'utilitat pública o interès social, que s'ha de legitimar, un cop consumada, en l'obra i servei d'efectius d'aquesta finalitat legal, que és el que tècnicament es coneix com a causa. Per tant, un pas previ al procediment expropiador és la declaració de l'objecte com d'utilitat pública o interès social i es fa mitjançant una llei o una ordenança municipal.
| Elements expropiació | Descripció                                                    |
| -------------------- | ------------------------------------------------------------- |
| Subjectes            | Administració expropiadora (expropiant)/expropiat/beneficiari |
| Objecte              | Propietat privada/Drets i interessos patrimonials             |
| Causa                | Utilitat pública/Interès Social                               |

## Procediment expropiador
El procediment expropiador ve marcat per la llei, la qual també preveu procediments amb caràcter d'urgència i procediments especials.

### Procediment general
- Declaració de la necessitat d'ocupació: Una vegada l'objecte ha estat declarat d'interès social o d'utilitat pública, l'administració ha de decidir sobre l'adquisició dels béns que siguin estrictament indispensables per a la finalitat de l'expropiació tal com marca la llei[2] que a més a més suposa l'inici del procediment.
- Informació pública: la necessitat d'ocupació ha de decidir-se en un procediment anunciat per una publicitat reforçada (BOE, DOGC, DOGV, BOP, etc.) conjuntament amb la publicació a la premsa local i la comunicació als ajuntaments en el terme dels quals estiguin els béns.
- Comprovació
- Resolució

També existeix un tràmit d'urgència, que en l'actualitat permet que la necessitat de l'ocupació quedi implícita en l'aprovació del projecte.

### Determinació del preu just
El preu just constitueix la indemnització o compensació econòmica per a l'expropiat. Aquest indemnització parteix del precepte constitucional recollit a l'article 33.3 i es desenvolupa en el capítol III de la llei d'expropiació forçosa. En tot cas no n'estableix un criteri clar i únic, i deixa clar que no es tracta d'una simple valoració fiscal dels béns sinó, tal com ho especifica la llei, la determinació fiscal és una declaració administrativa en què el valor d'un bé pugui jugar algun paper, tot i que aquesta estimació ha de servir com un dels elements que concorren en la determinació del preu just, però no ser el criteri per si mateix ni exclusivament determinant.
Les resolucions del Tribunal Suprem, marquen en aquest sentit que la valoració fiscal dels béns a expropiar són una dada més a tenir en compte, i que com a molt prenen el significat de quantia mínima. A més a més, s'ha de tenir en compte les prescripcions de la llei 6/1998 de 13 d'abril de règim legal del sòl i valoracions.
La llei en el seu article 25 afirma que un cop és ferm l'acord de necessitat d'ocupació, el procediment ha de decidir el preu just dels béns. En aquest sentit el Tribunal Suprem ha dictat que s'han de tenir en compte en la decisió tots els danys i perjudicis patrimonials, tot i que en l'article 36 de la llei d'expropiació forçosa s'especifiquen 3 excepcions:
- Les plusvàlues que siguin conseqüència del pla o projecte d'obres.
- Les millores realitzades a posterioritat de l'inici de l'expedient.
- Les millores realitzades amb anterioritat però que s'hagin fet amb mala fe.

Queda exclòs el dany afectiu o sentimental, amb l'única compensació del que determina la llei com a premi d'afecció corresponent al 5% de l'import final. Segons la llei el valor és el que té el bé en el moment d'iniciar-se l'expedient, això suposa la invalidesa del que desenvolupa el reglament que ho remet a l'inici de l'expedient expropiador, tal com marca la jurisprudència del Tribunal Suprem a més a més, el tribunal suprem ha precisat que aquest moment es concreta en la data d'algun d'aquests tres supòsits:
- Proposta d'adquisició en tràmit amistós.
- Data de recepció per part de l'expropiat de la comunicació administrativa per tal que formuli el full d'apreuament.
- Presentació per la primera de les parts del seu full d'apreuament.

### Formes de determinació
- El mutu acord previst per l'article 24 de la llei[2] que estableix el lliurament i per mutu acord una vegada convinguts els termes de l'adquisició amistosa, amb el consegüent tancament de l'expedient. Aquest acord s'ha de tancar en 15 dies, ja que sinó s'apel·larà al jurat provincial d'expropiació. La jurisprudència[15] determina que és la data de subscripció de l'acord, i no la d'aprovació per l'autoritat competent, la determinant per entendre perfeccionat aquest negoci jurídic.
- La fixació contradictòria del preu just via el jurat provincial d'expropiació.

Una vegada iniciat el procediment expropiador, el reglament. que desenvolupa la Ley de expropiación forzosa de 16 de desembre de 1954 determina que si transcorreguts quinze dies des de la citació de les parts sense que s'hagi assolit un acord mutu s'obrirà el procediment de fixació contradictòria del preu just. Tal com marca l'article 26 de llei d'expropiació forçosa és obligatori obrir un expedient individual per a cada un dels propietaris dels béns a excepció que l'objecte de l'expropiació pertanyi a una comunitat o que els béns formin una unitat econòmica en el sentit que marca l'article 27 de la llei.
Posteriorment, els expropiats podran proposar una quantitat per a la indemnització en el full d'apreuament i que si és acceptat per l'administració s'entendrà que s'ha arribat a un acord mutu, tancant el procediment, però que si no és acceptada suposarà que l'expedient passi al jurat provincial d'expropiació recollit en l'article 31 de la llei.

### Pagament
Un cop es determini el preu just, l'administració tindrà 6 mesos per liquidar el deute, encara que les parts segueixin en litigi en la via contenciosa administrativa i es verificarà en diner (taló nominatiu o transferència bancària), prèvia acta davant l'alcalde del terme on es trobin els béns o drets, tot i que les parts poden buscar fórmules alternatives.
Característiques del pagament:
- El pagament està exempt d'impostos, despeses i gravàmens arbitris.
- Si el propietari es nega a rebre el pagament es consignarà a la Caixa General de dipòsits.
- Es podrà pagar en espècies en funció del que diu la llei 2/2008 sobre la llei del sòl[16]
- Es podrà abonar, de forma voluntària, una afecció del preu just, quan l'expropiació suposi un canvi de localitat.[2]

En el cas de demora els articles 56 i 57 de la llei d'expropiació preveuen l'abonament d'interessos:
- Endarreriment de 6 mesos des de l'inici de l'expedient expropiador sense haver-se determinat el preu just, en aquest cas es meritarà l'interès legal fins al moment que quedi determinat i es liquidarà amb efectes retroactius quan s'efectuï el pagament.

- Per endarreriment de l'administració en el pagament, en aquest cas es meritarà l'interès legal fins al moment que s'efectuï el pagament.

L'interès legal el fixa el Banc d'Espanya

### Ocupació
Una vegada satisfet el preu just, l'administració pot disposar a ocupar els béns per la via administrativa o exercir el dret expropiat. S'ha de tenir en compte, però, el que diu l'article 76 de la llei 53/2002 de 30 de desembre de mesures fiscals, administratives i de l'ordre social que exigeix el consentiment del titular per a l'accés al domicili igual que als locals tancats, mentre que la resta d'immobles poden ser ocupats directament si és necessari amb l'ajuda de les Forces i Cossos de Seguretat de l'Estat.

### Reversió
L'expropiat té dret a recuperar el bé o a rebre una compensació econòmica quan:
- No s'executa l'obra o no s'estableix el servei que motivà l'expropiació.
- Quan resti alguna parcel·la sobrera un cop finalitzades les obres.
- Quan desaparegui l'afectació dels béns o drets a les obres o serveis que motivaren l'expropiació.

## Procediments especials
- Expropiacions per zones o grups de béns: Quan l'Administració hagi d'expropiar grans zones territorials o sèries de béns susceptibles d'una consideració de conjunt, el Consell de Ministres pot acordar, mitjançant decret, l'aplicació del procediment expropiatòri especial que regula aquest capítol.[2]
- Expropiació-sanció per incompliment de la funció social de la propietat: Hi ha causa d'interès social per a l'expropiació forçosa, a més dels casos en què sigui procedent d'acord amb les lleis, quan amb aquesta estimació expressa s'hagi declarat específicament per mitjà d'una llei l'oportunitat que un bé o una classe de béns s'utilitzin en el sentit positiu d'una determinada funció social i el propietari incompleixi aquesta directiva. L'aprovarà el Consell de Ministres.[2]
- Expropiació que dona lloc al trasllat de poblacions: Quan calgui expropiar les terres que serveixin de base principal d'aliment a totes o a la major part de les famílies d'un municipi o d'una entitat local menor, el Consell de Ministres ha d'acordar, d'ofici o a instància de les corporacions públiques interessades, el trasllat de la població. Els preceptes d'aquest capítol són aplicables en els casos d'expropiació d'instal·lacions industrials, sempre que hi concorrin les circumstàncies que calen en aquest article.
- Expropiacions urbanístiques: Segons el decret legislatiu 1/2005[20] l'aprovació d'un pla urbanístic, d'un polígon, d'un projecte d'urbanització o d'un projecte de delimitació de sòl per al patrimoni públic, implica la declaració d'utilitat pública de les obres i la necessitat d'ocupació dels terrenys i els edificis afectats, als fins d'expropiació o d'imposició de servituds, o bé d'ocupació temporal dels terrenys. L'expropiació ha d'abastar totes les superfícies i les instal·lacions necessàries per a garantir el ple valor, el rendiment i la funcionalitat dels béns que en són objecte.